# Montastruc-de-Salies
Pour les articles homonymes, voir Montastruc et Salies.
Montastruc-de-Salies est une commune française située dans le sud-ouest du département de la Haute-Garonne en région Occitanie.
Sur le plan historique et culturel, la commune est dans le pays de Comminges, correspondant à l’ancien comté de Comminges, circonscription de la province de Gascogne située sur les départements actuels du Gers, de la Haute-Garonne, des Hautes-Pyrénées et de l'Ariège. Exposée à un climat océanique altéré, elle est drainée par l'Arbas, le Rucan, le ruisseau de la Justale, le ruisseau de Rieumajou et par divers autres petits cours d'eau. La commune possède un patrimoine naturel remarquable composé de trois zones naturelles d'intérêt écologique, faunistique et floristique.
Montastruc-de-Salies est une commune rurale qui compte 306 habitants en 2022, après avoir connu un pic de population de 1 652 habitants en 1821. Ses habitants sont appelés les Montastrucains ou  Montastrucaines.

## Géographie

### Localisation
La commune de Montastruc-de-Salies se trouve dans le département de la Haute-Garonne, en région Occitanie.
Elle se situe à 78 km à vol d'oiseau de Toulouse, préfecture du département, à 16 km de Saint-Gaudens, sous-préfecture, et à 36 km de Bagnères-de-Luchon, bureau centralisateur du canton de Bagnères-de-Luchon dont dépend la commune depuis 2015 pour les élections départementales.
La commune fait en outre partie du bassin de vie d'Aspet.
Les communes les plus proches sont : 
Chein-Dessus (1,4 km), Castelbiague (2,7 km), Rouède (2,8 km), Estadens (3,8 km), Arbas (3,9 km), Montgaillard-de-Salies (4,7 km), Urau (5,4 km), Fougaron (5,7 km).
Sur le plan historique et culturel, Montastruc-de-Salies fait partie du pays de Comminges, correspondant à l’ancien comté de Comminges, circonscription de la province de Gascogne située sur les départements actuels du Gers, de la Haute-Garonne, des Hautes-Pyrénées et de l'Ariège.
Montastruc-de-Salies est limitrophe de neuf autres communes.
Les communes limitrophes sont  Arbas, Castelbiague, Chein-Dessus, Estadens, Figarol, Fougaron, Montgaillard-de-Salies, Rouède et Urau.
| Rouède       | Figarol              | Montgaillard-de-Salies |
| Estadens     | Montastruc-de-Salies | Castelbiague           |
| Chein-Dessus | Arbas                | Urau, Fougaron         |

### Géologie et relief
La superficie de la commune est de 1 612 hectares ; son altitude varie de 327  à   611 mètres.

### Hydrographie

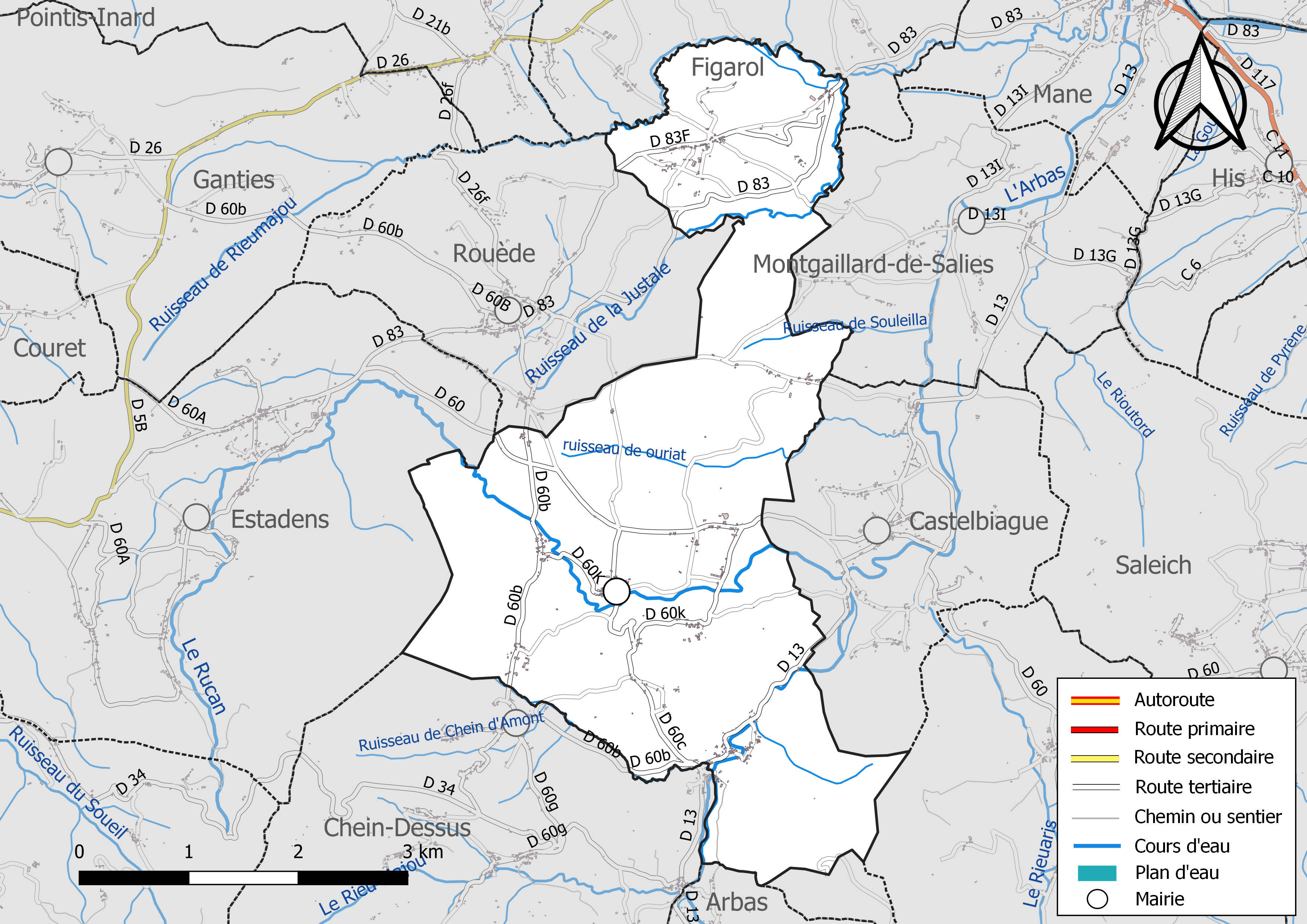
Réseaux hydrographique et routier de Montastruc-de-Salies.

La commune est dans le bassin de la Garonne, au sein du bassin hydrographique Adour-Garonne. Elle est drainée par l'Arbas, le Rucan, le ruisseau de la Justale, le ruisseau de Rieumajou, un bras de l'Arbas, un bras du Rieumajou, le ruisseau de Ladoux, le ruisseau de ouriat, le ruisseau de Souleilla et par divers petits cours d'eau, constituant un réseau hydrographique de 18 km de longueur totale,.
L'Arbas, d'une longueur totale de 18,5 km, s'écoule vers le nord. Il traverse la commune et se jette dans le Salat à Mane, après avoir traversé 7 communes.
Le Rucan, d'une longueur totale de 12,1 km, prend sa source dans la commune d'Aspet et s'écoule vers le nord puis se réoriente vers l'est. Il traverse la commune et se jette dans l'Arbas à Castelbiague, après avoir traversé 4 communes.

### Climat
Pour des articles plus généraux, voir Climat de l'Occitanie et Climat de la Haute-Garonne.
En 2010, le climat de la commune est de type climat océanique altéré, selon une étude s'appuyant sur une série de données couvrant la période 1971-2000. En 2020, Météo-France publie une typologie des climats de la France métropolitaine dans laquelle la commune est exposée à un climat de montagne ou de marges de montagne et est dans la région climatique Pyrénées centrales, caractérisée par une pluviométrie annuelle de 1 000 à 1 200 mm.
Pour la période 1971-2000, la température annuelle moyenne est de 12,5 °C, avec une amplitude thermique annuelle de 14,7 °C. Le cumul annuel moyen de précipitations est de 986 mm, avec 9,4 jours de précipitations en janvier et 7,3 jours en juillet. Pour la période 1991-2020, la température moyenne annuelle observée sur la station météorologique la plus proche, située sur la commune de Clarac à 23 km à vol d'oiseau, est de 12,5 °C et le cumul annuel moyen de précipitations est de 804,9 mm,. Pour l'avenir, les paramètres climatiques de la commune estimés pour 2050 selon différents scénarios d'émission de gaz à effet de serre sont consultables sur un site dédié publié par Météo-France en novembre 2022.

### Milieux naturels et biodiversité

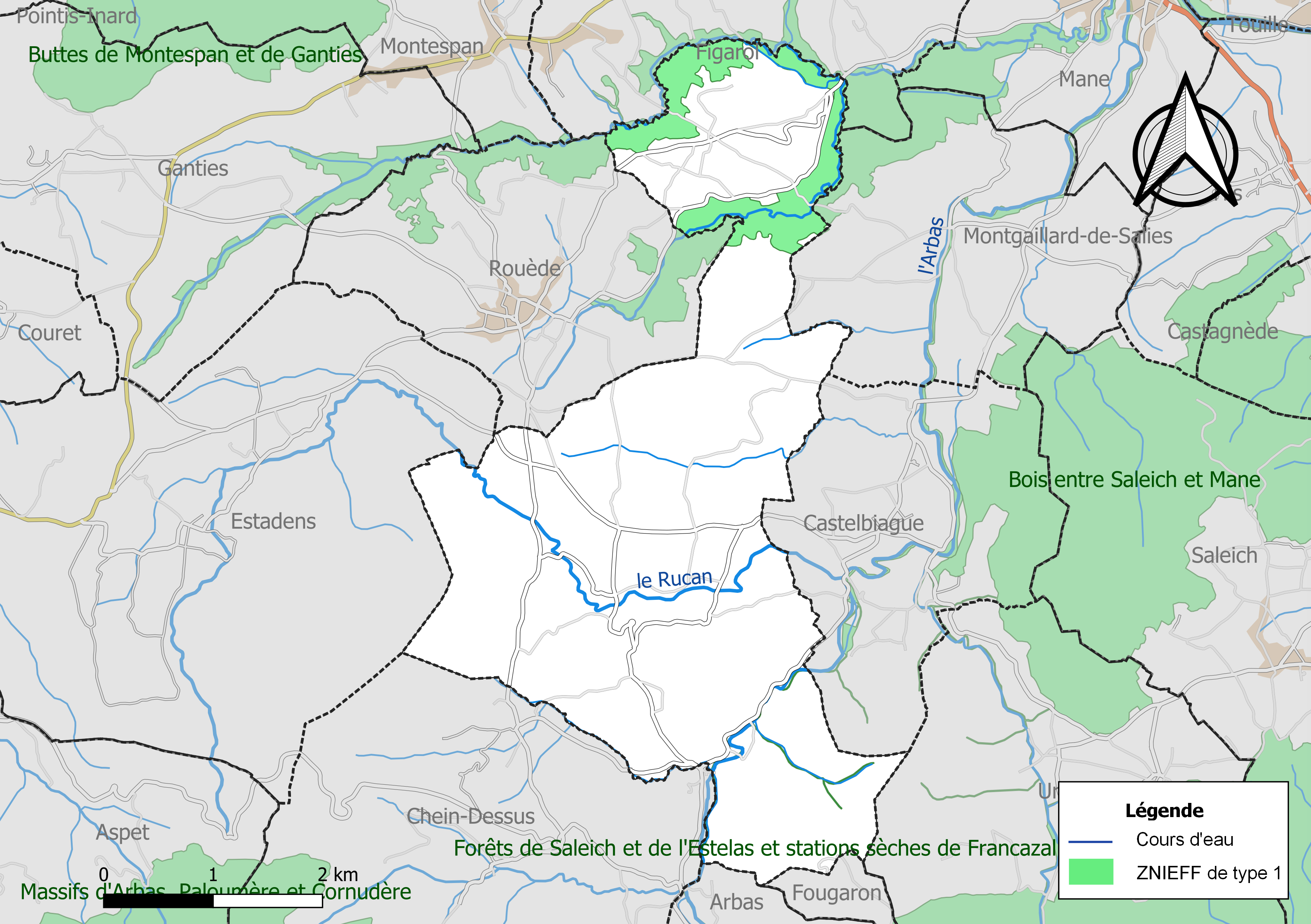
Carte des ZNIEFF de type 1 localisées sur la commune.

L’inventaire des zones naturelles d'intérêt écologique, faunistique et floristique (ZNIEFF) a pour objectif de réaliser une couverture des zones les plus intéressantes sur le plan écologique, essentiellement dans la perspective d’améliorer la connaissance du patrimoine naturel national et de fournir aux différents décideurs un outil d’aide à la prise en compte de l’environnement dans l’aménagement du territoire.
Deux ZNIEFF de type 1 sont recensées sur la commune :
les « prairies naturelles, bois et ruisseaux des vallées de la Justale et du Louch-Rieumajou » (487 ha), couvrant 7 communes du département et 
les « ruisseaux de l'Arbas et de Rieuaris » (64 ha), couvrant 9 communes du département
et une ZNIEFF de type 2, : 
le « massif de l'Arbas » (27 233 ha), couvrant 45 communes dont 24 dans l'Ariège et 21 dans la Haute-Garonne.

## Urbanisme

### Typologie
Au 1er janvier 2024, Montastruc-de-Salies est catégorisée commune rurale à habitat très dispersé, selon la nouvelle grille communale de densité à sept niveaux définie par l'Insee en 2022.
Elle est située hors unité urbaine et hors attraction des villes,.

### Occupation des sols
L'occupation des sols de la commune, telle qu'elle ressort de la base de données européenne d’occupation biophysique des sols Corine Land Cover (CLC), est marquée par l'importance des territoires agricoles (69,2 % en 2018), une proportion identique à celle de 1990 (69,2 %). La répartition détaillée en 2018 est la suivante : 
zones agricoles hétérogènes (43,1 %), forêts (30,8 %), prairies (20,1 %), terres arables (5,9 %). L'évolution de l’occupation des sols de la commune et de ses infrastructures peut être observée sur les différentes représentations cartographiques du territoire : la carte de Cassini (XVIIIe siècle), la carte d'état-major (1820-1866) et les cartes ou photos aériennes de l'IGN pour la période actuelle (1950 à aujourd'hui).

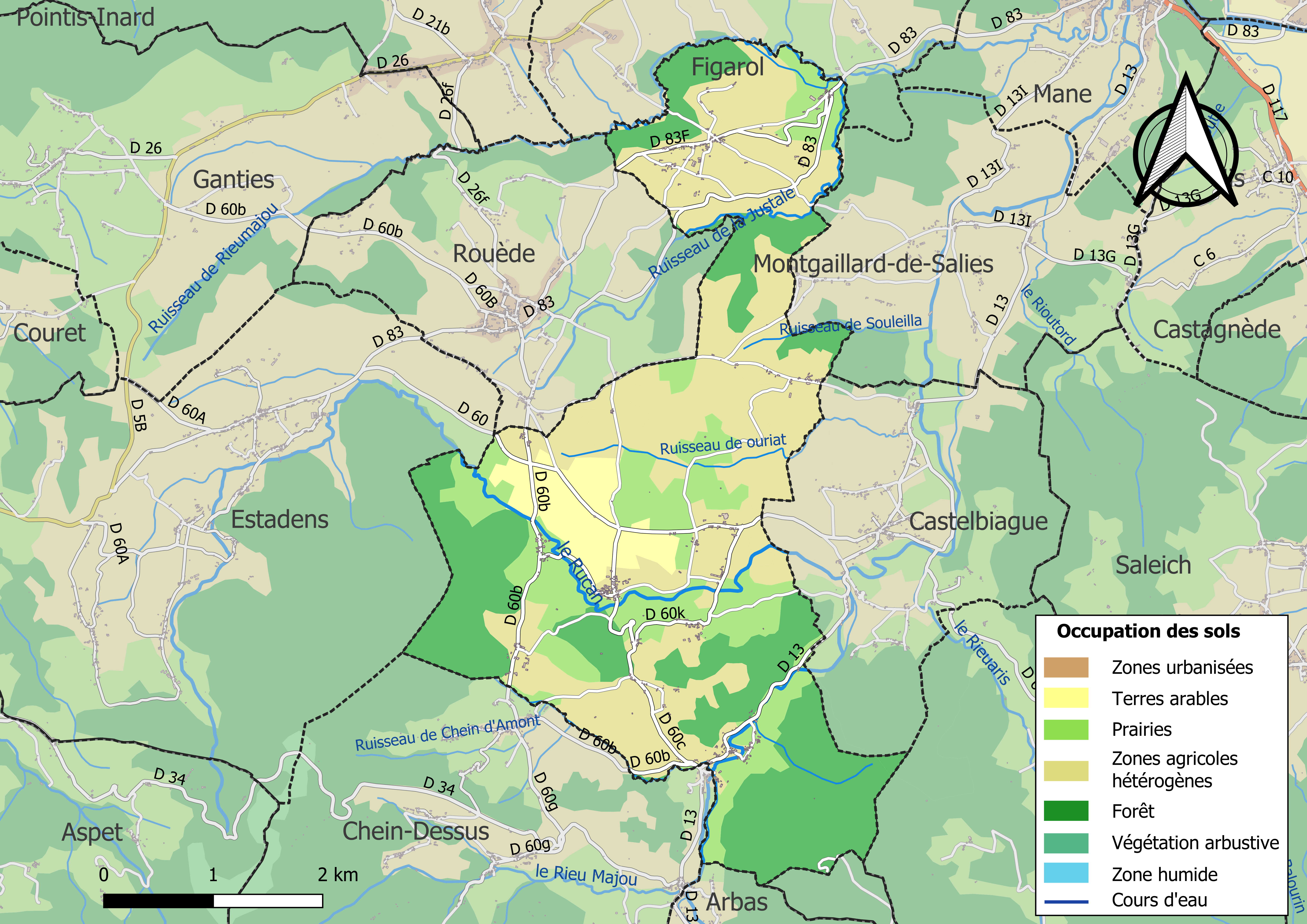
Carte des infrastructures et de l'occupation des sols de la commune en 2018 (CLC).

### Voies de communication et transports
Accès par l'autoroute A64 sortie no 20 puis la route départementale D 117, D 83, D 13 et avec le réseau Arc-en-ciel ainsi qu'en gare de Saint-Gaudens.

### Risques majeurs
Le territoire de la commune de Montastruc-de-Salies est vulnérable à différents aléas naturels : météorologiques (tempête, orage, neige, grand froid, canicule ou sécheresse), inondations, feux de forêts et séisme (sismicité modérée). Un site publié par le BRGM permet d'évaluer simplement et rapidement les risques d'un bien localisé soit par son adresse soit par le numéro de sa parcelle.
Certaines parties du territoire communal sont susceptibles d’être affectées par le risque d’inondation par débordement de cours d'eau, notamment le Rucan. La commune a été reconnue en état de catastrophe naturelle au titre des dommages causés par les inondations et coulées de boue survenues en 1982, 1999 et 2009,.
Un plan départemental de protection des forêts contre les incendies a été approuvé par arrêté préfectoral du 25 septembre 2006. Montastruc-de-Salies est exposée au risque de feu de forêt du fait de la présence sur son territoire du massif des Pyrénées. Il est ainsi défendu aux propriétaires de la commune et à leurs ayants droit de porter ou d’allumer du feu dans l'intérieur et à une distance de 200 mètres des bois, forêts, plantations, reboisements ainsi que des landes. L’écobuage est également interdit, ainsi que les feux de type méchouis et barbecues, à l’exception de ceux prévus dans des installations fixes (non situées sous couvert d'arbres) constituant une dépendance d'habitation,

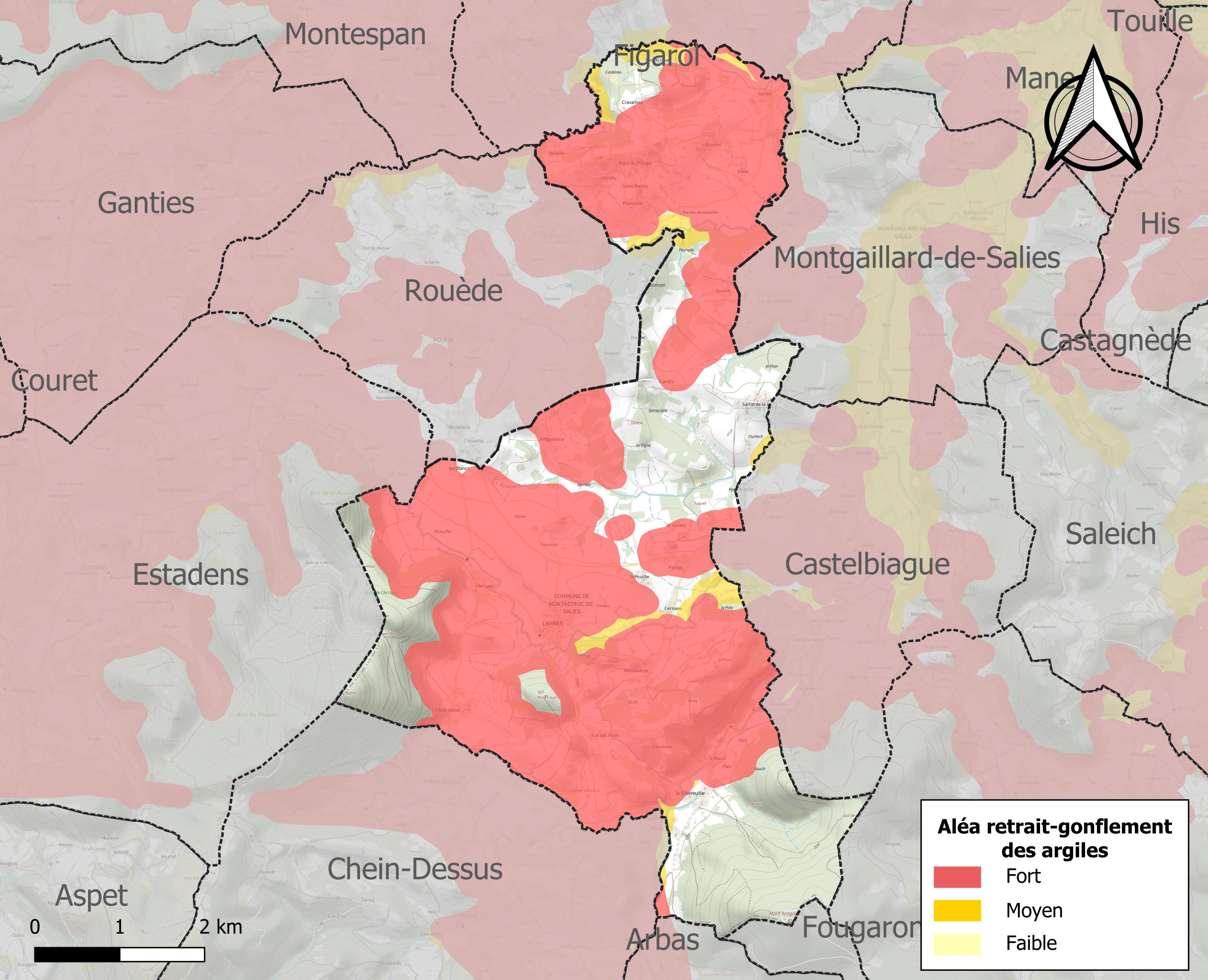
Carte des zones d'aléa retrait-gonflement des sols argileux de Montastruc-de-Salies.

Le retrait-gonflement des sols argileux est susceptible d'engendrer des dommages importants aux bâtiments en cas d’alternance de périodes de sécheresse et de pluie. 67,6 % de la superficie communale est en aléa moyen ou fort (88,8 % au niveau départemental et 48,5 % au niveau national). Sur les 216 bâtiments dénombrés sur la commune en 2019, 181 sont en aléa moyen ou fort, soit 84 %, à comparer aux 98 % au niveau départemental et 54 % au niveau national. Une cartographie de l'exposition du territoire national au retrait gonflement des sols argileux est disponible sur le site du BRGM,.
Par ailleurs, afin de mieux appréhender le risque d’affaissement de terrain, l'inventaire national des cavités souterraines permet de localiser celles situées sur la commune.
Concernant les mouvements de terrains, la commune a été reconnue en état de catastrophe naturelle au titre des dommages causés par la sécheresse en 1989 et 2003 et par des mouvements de terrain en 1999.

## Toponymie
Le toponyme français est une traduction du toponyme occitan Montastruc. Le suffixe de Salies a été ajouté en 1929 pour différencier la commune des autres communes homonymes.

## Politique et administration

### Administration municipale
Le nombre d'habitants au recensement de 2011 étant compris entre 100 et 499, le nombre de membres du conseil municipal pour l'élection de 2014 est de onze,.

### Rattachements administratifs et électoraux
Montastruc-de-Salies fait partie de la huitième circonscription de la Haute-Garonne, de la communauté de communes Cagire-Garonne-Salat et du canton de Bagnères-de-Luchon.
Avant le redécoupage départemental de 2014, Montastruc-de-Salies faisait partie du canton de Salies-du-Salat et, avant le 1er janvier 2017, de la Communauté de communes du canton de Salies-du-Salat.

### Liste des maires
| Période                                  | Période  | Identité           | Étiquette | Qualité       |
| ---------------------------------------- | -------- | ------------------ | --------- | ------------- |
| mars 2001                                | 2013     | Bernard Rampon     | PS        |               |
| 2013                                     | En cours | Bertrand Lacarrère | PS        | Fonctionnaire |
| Les données manquantes sont à compléter. |          |                    |           |               |

## Population et société

### Démographie
| 1793  | 1800  | 1806  | 1821  | 1831  | 1836  | 1841  | 1846  | 1851  |
| ----- | ----- | ----- | ----- | ----- | ----- | ----- | ----- | ----- |
| 1 392 | 1 326 | 1 558 | 1 652 | 1 285 | 1 274 | 1 200 | 1 224 | 1 212 |

| 1856  | 1861  | 1866  | 1872 | 1876 | 1881 | 1886 | 1891 | 1896 |
| ----- | ----- | ----- | ---- | ---- | ---- | ---- | ---- | ---- |
| 1 103 | 1 042 | 1 015 | 972  | 955  | 947  | 878  | 822  | 764  |

| 1901 | 1906 | 1911 | 1921 | 1926 | 1931 | 1936 | 1946 | 1954 |
| ---- | ---- | ---- | ---- | ---- | ---- | ---- | ---- | ---- |
| 800  | 738  | 698  | 538  | 512  | 503  | 499  | 428  | 419  |

| 1962 | 1968 | 1975 | 1982 | 1990 | 1999 | 2006 | 2008 | 2013 |
| ---- | ---- | ---- | ---- | ---- | ---- | ---- | ---- | ---- |
| 382  | 375  | 341  | 297  | 285  | 292  | 276  | 272  | 263  |

| 2018 | 2022 | - | - | - | - | - | - | - |
| ---- | ---- | - | - | - | - | - | - | - |
| 302  | 306  | - | - | - | - | - | - | - |

| selon la population municipale des années : | 1968 | 1975 | 1982 | 1990 | 1999 | 2006 | 2009 | 2013 |
| Rang de la commune dans le département      | 156  | 233  | 242  | 282  | 285  | 314  | 325  | 336  |
| Nombre de communes du département           | 592  | 582  | 586  | 588  | 588  | 588  | 589  | 589  |

### Enseignement
Montastruc-de-Salies fait partie de l'académie de Toulouse.
La commune possède une école maternelle au sein d'un regroupement pédagogique intercommunal avec les communes d'Arbas, Rouède et Castelbiague.

### Culture et festivité
Comité des fêtes, foyer rural, maison Pimant,

### Activités sportives
Chasse, randonnée pédestre.
La commune de Montastruc-de-Salies possède un club de football : le FCMVA (Football Club Montastruc Vallée de l'Arbas). En 2009, le club est sacré champion de 1re division et monte en excellence : le plus haut niveau départemental. En cette saison 2010/2011, le club ajoute une équipe 3 dans son effectif pour la 1re fois de son histoire.
Depuis juin 2009, un autre club est présent à Montastruc : il s'agit du PCM qui compte une trentaine de licenciés.
Le PCM dispose d'un centre de formation avec un très fort potentiel, menés vers le haut par les plus anciens, les jeunes mettent très peu de temps avant d'intégrer l'équipe première.
En avril 2010, un an après sa création, le PCM compte 37 membres (42 en 2011). De plus, le stage préparation qui aura lieu à Salou sera l'occasion d'établir des liens plus fort entre les joueurs pour pouvoir peut être participer à la coupe de France qui commencera cet été.
Le PCM devient le premier club du village avant le FCMVA. En septembre 2011, les jeunes espoirs ont percé, de ce fait le meilleur d'entre eux Alexis Denat comptabilise 4 sélections en équipe de France espoir.
Le 19 septembre 2011, le FCMVA se qualifie pour la première fois de son histoire pour le 4e tour de coupe de France, 40 ans après la création du club.
En septembre 2012, le Fcmva crée une équipe féminine de football qui atteint la même année la finale de la coupe du Comminges.

### Écologie et recyclage
Déchetterie du SIVOM sur la commune de Mane.

## Économie

### Revenus
En 2018  (données Insee publiées en septembre 2021), la commune compte 139 ménages fiscaux, regroupant 280 personnes. La médiane du revenu disponible par unité de consommation est de 18 830 € (23 140 € dans le département).

### Emploi
|                | 2008  | 2013  | 2018  |
| -------------- | ----- | ----- | ----- |
| Commune        | 6,7 % | 5,6 % | 4,9 % |
| Département    | 7,7 % | 9,6 % | 9,3 % |
| France entière | 8,3 % | 10 %  | 10 %  |

En 2018, la population âgée de 15 à 64 ans s'élève à 185 personnes, parmi lesquelles on compte 75,1 % d'actifs (70,3 % ayant un emploi et 4,9 % de chômeurs) et 24,9 % d'inactifs,. Depuis 2008, le taux de chômage communal (au sens du recensement) des 15-64 ans est inférieur à celui de la France et du département.
La commune est hors attraction des villes,. Elle compte 37 emplois en 2018, contre 49 en 2013 et 50 en 2008. Le nombre d'actifs ayant un emploi résidant dans la commune est de 132, soit un indicateur de concentration d'emploi de 28,1 % et un taux d'activité parmi les 15 ans ou plus de 53,8 %.
Sur ces 132 actifs de 15 ans ou plus ayant un emploi, 24 travaillent dans la commune, soit 18 % des habitants. Pour se rendre au travail, 90,9 % des habitants utilisent un véhicule personnel ou de fonction à quatre roues, 3 % les transports en commun, 3,8 % s'y rendent en deux-roues, à vélo ou à pied et 2,3 % n'ont pas besoin de transport (travail au domicile).

### Activités hors agriculture
13 établissements sont implantés  à Montastruc-de-Salies au 31 décembre 2019.
Le secteur de la construction est prépondérant sur la commune puisqu'il représente 38,5 % du nombre total d'établissements de la commune (5 sur les 13 entreprises implantées  à Montastruc-de-Salies), contre 12 % au niveau départemental.

### Agriculture
La commune est dans les « Pyrénées centrales », une petite région agricole occupant le sud du département de la Haute-Garonne, massif montagneux où s’étagent les vallées profondes, la forêt et les zones intermédiaires, les estives. En 2020, l'orientation technico-économique de l'agriculture  sur la commune est l'élevage de bovins, pour la viande.
|               | 1988  | 2000 | 2010 | 2020 |
| ------------- | ----- | ---- | ---- | ---- |
| Exploitations | 45    | 25   | 17   | 13   |
| SAU (ha)      | 1 002 | 623  | 840  | 845  |

Le nombre d'exploitations agricoles en activité et ayant leur siège dans la commune est passé de 45 lors du recensement agricole de 1988  à 25 en 2000 puis à 17 en 2010 et enfin à 13 en 2020, soit une baisse de 71 % en 32 ans. Le même mouvement est observé à l'échelle du département qui a perdu pendant cette période 57 % de ses exploitations,. La surface agricole utilisée sur la commune a également diminué, passant de 1 002 ha en 1988 à 845 ha en 2020. Parallèlement la surface agricole utilisée moyenne par exploitation a augmenté, passant de 22 à 65 ha.

## Culture locale et patrimoine

### Lieux et monuments
- Église Notre-Dame-du-Mont-Carmel dédiée à Notre-Dame du Mont-Carmel.

### Personnalités liées à la commune
- Abbé Henri Aguillard, curé des alentours de Montastruc, communiste maquisard dans la vallée de la Meuse.
- Henri Avejean, né le 08/09/1885 à Montastruc-de-Salies. Finaliste du Championnat de France de rugby à XV 1908-1909 avec le Stade toulousain. Il jouait deuxième ligne (1,92 m et 95 kg).

## Pour approfondir